# De Smet
De Smet és una població dels Estats Units a l'estat de Dakota del Sud. Segons el cens del 2000 tenia 1.164 habitants.

## Demografia
Segons el cens del 2000, De Smet tenia 1.164 habitants, 524 habitatges, i 300 famílies. La densitat de població era de 424 habitants per km².
Dels 524 habitatges en un 24,8% hi vivien nens de menys de 18 anys, en un 50% hi vivien parelles casades, en un 3,2% dones solteres, i en un 42,7% no eren unitats familiars. En el 39,3% dels habitatges hi vivien persones soles el 24,2% de les quals corresponia a persones de 65 anys o més que vivien soles. El nombre mitjà de persones vivint en cada habitatge era de 2,09 i el nombre mitjà de persones que vivien en cada família era de 2,8.
Per edats la població es repartia de la següent manera: un 20,8% tenia menys de 18 anys, un 6% entre 18 i 24, un 21,1% entre 25 i 44, un 20,8% de 45 a 60 i un 31,3% 65 anys o més.
L'edat mediana era de 47 anys. Per cada 100 dones de 18 o més anys hi havia 87 homes.
La renda mediana per habitatge era de 27.760 $ i la renda mediana per família de 41.989 $. Els homes tenien una renda mediana de 24.722 $ mentre que les dones 20.417 $. La renda per capita de la població era de 15.372 $. Entorn del 7,3% de les famílies i l'11,1% de la població estaven per davall del llindar de pobresa.